# Гальдакао
Гальдакао, Гальдакано (баск. Galdakao (офіційна назва), ісп. Galdácano) — муніципалітет в Іспанії, у складі автономної спільноти Країна Басків, у провінції Біская. Населення — 29 226 осіб (2009).
Муніципалітет розташований на відстані близько 320 км на північ від Мадрида, 7 км на південний схід від Більбао.
На території муніципалітету розташовані такі населені пункти: (дані про населення за 2009 рік)
- Агірре-Аперрібай: 2334 особи
- Бекеа: 167 осіб
- Курцеа: 22103 особи
- Елешальде-Гальдакао: 549 осіб
- Гумусіо: 180 осіб
- Усансоло: 3893 особи

## Демографія
Динаміка населення (INE ):

## Галерея зображень

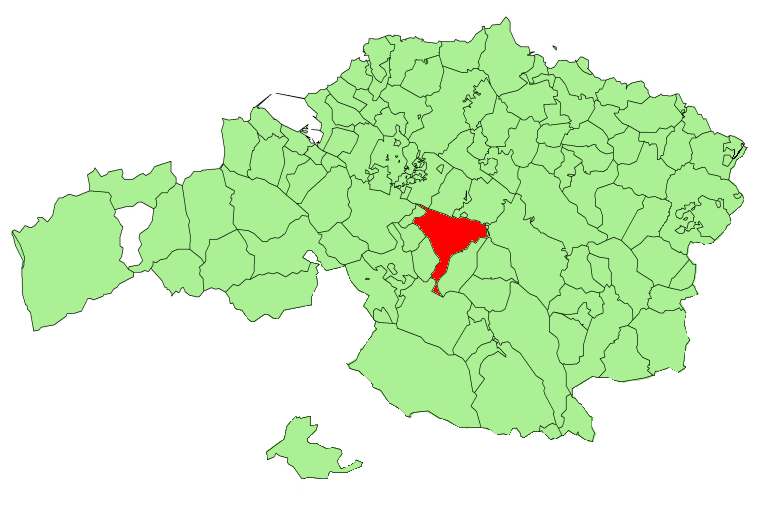
Розташування муніципалітету
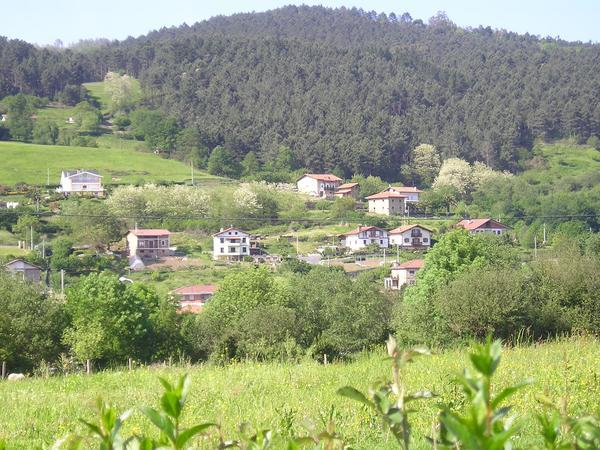
Бекеа
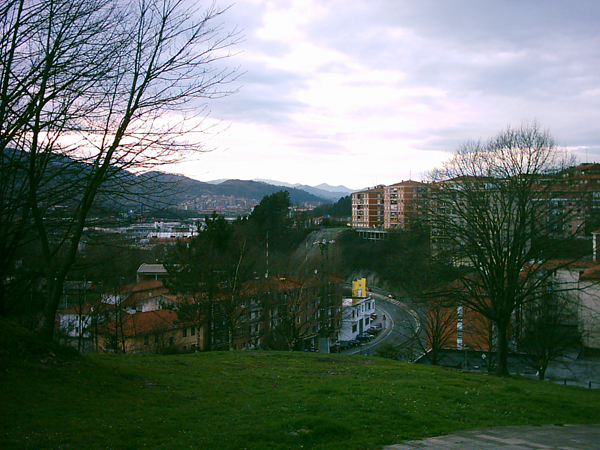
Гальдакао